# Arma bianca

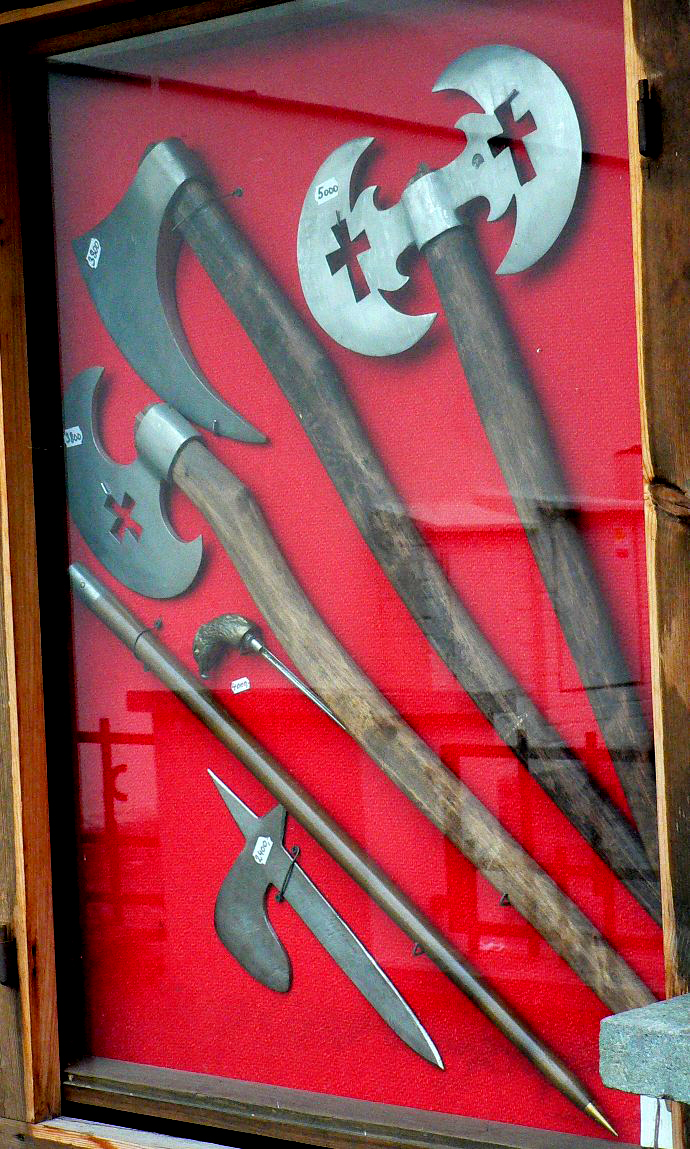
Insieme di asce da battaglia

Con arma bianca si intendono tutti gli strumenti offensivi atti a produrre contusione e/o dotati di lama, in grado di ferire di punta o di taglio; si tratta comunque di definizioni convenzionali suscettibili di variazioni: sono dette armi bianche le armi che non provocano rumore, o gli strumenti atti ad offendere sfruttando solo la forza del combattente, oppure tutte le armi in metallo che non siano armi da fuoco.
La locuzione deriverebbe dal bianco riflesso del sole sopra le superfici metalliche da parte di queste armi.. In particolare rientra nella categoria delle armi utilizzate nel combattimento corpo a corpo, vale a dire per l'uso all'interno della portata fisica diretta dell'arma stessa, che funziona essenzialmente come un'estensione del braccio di chi la utilizza. Al contrario, un'arma a distanza è qualsiasi altra arma in grado di colpire bersagli a una distanza superiore al contatto fisico immediato.

## Storia
Nell'età della pietra si fabbricarono bastoni, lame, coltelli, scudi di selce, e mazze semplici (la più famosa fu la clava) o formate da un bastone spaccato a una delle estremità, avente dentro lo spacco una pietra tenuta a posto con una legatura fatta di strisce di corteccia di albero o con una cordicella fatta di minugia attorcigliata.
In età antica si possono ricordare la hasta dei Romani era lunga circa 1.75 metri, quanto l'altezza di chi la portava il quale era chiamato hastatus. Altre armi del tipo furono il flagrum, il flagello e il mazzafrusto, utilizzati anche nel medioevo; tuttavia in quest'ultima epoca si svilupparono anche le armi inastate come la picca, l'alabarda o l'azza.
Nei secoli XV secolo, XVI secolo e XVII secolo si chiamò picca ed era per la fanteria molto lunga, facendo riscontro all'antico κόντος, arma propria dei cavalieri o all'antica sarissa della fanteria dell'esercito macedone.

## Funzionamento
Gli oggetti contundenti basano il danno inferto sul principio dell'urto col bersaglio e per questo, sono chiamati anche armi da botta e ne sono tipici rappresentanti i bastoni, i martelli, le mazze, le clave. Esse sono armi da offesa, con manico più o meno lungo atte a ferire, ammaccare, contundere mediante percossa. 
Le armi con lama invece, si basano appunto sull'utilizzo della lama: questa è un pezzo di metallo di forma adeguata che presenta una o più parti affilate chiamate "filo".
Le lame possono essere più adatte a tagliare (in questo caso si parla di armi da taglio e ne sono tipici rappresentanti le spade, i coltelli, le sciabole e le asce) o a colpire di punta per penetrare nel bersaglio (da qui la nascita del termine armi da punta), come i pugnali o le lance, le picche e le baionette: a questo scopo, alcune armi da punta non prevedono nemmeno la presenza del filo sulla lama, ma hanno solamente la punta acuminata necessaria per penetrare e/o sfondare (come alcuni stiletti, il fioretto, il "mazzapicchio").
Esistono pure le armi da lancio come l'arco e la balestra; esse grazie alla forza fisica dell'uomo e in abbinamento a dispositivi meccanici (ma sempre caricati dalla forza del lanciatore) servono per lanciare - anche a distanze considerevoli - proiettili di vario tipo come pietre, frecce, quadrella, o vengono esse stesse lanciate (giavellotto, asce da lancio, coltelli da lancio).

## Classificazione
Rientrano principalmente nella famiglia delle armi bianche i coltelli, i pugnali, la baionetta, le spade e le loro varianti lunghe o corte come daga, claymore, falcione, spadona, sciabola, scimitarra e stocco; così come le armi (che non siano alimentate da meccanismi o da polvere da sparo) montate su aste (alabarde) e quelle cosiddette immanicate usate per lo sfondamento: martello, mazza, scure.
Le armi da mischia possono essere ampiamente suddivise in tre categorie principali:
- Armi inastate (come lance, picche, lance da giostra, alabarde e forche da guerra), di solito hanno una punta acuminata progettata per infilzare, e la lunghezza di tali armi offre un vantaggio in gittata.
- Armi da taglio (spade,[5] pugnali, baionette, maceti e coltelli da combattimento),[4] sono progettate per causare ferite da taglio, smembramento e dissanguamento.
- Armi contundenti (manganelli, mazze, martello d'arme, fruste e bastoni da combattimento),[5][6][7]  sono progettate per causare traumi contundenti.

Altre armi lanciano oggetti bellici (come archi, balestre, cerbottane e catapulte), e altre fungono da difesa (come scudi, "spray antiaggressione" e armature).

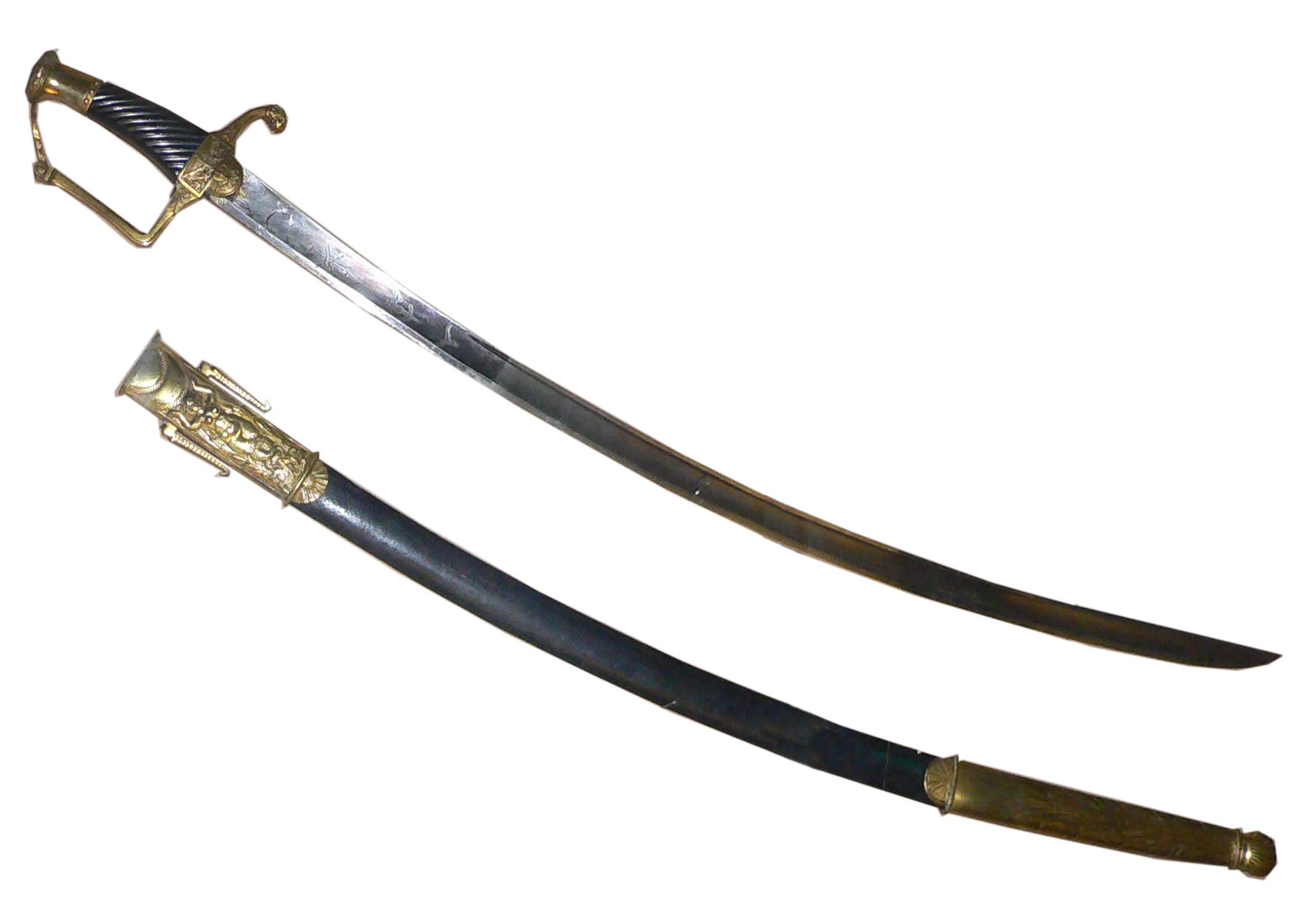
Sciabola da ufficiale di marina francese del XIX secolo.

Si possono suddividere le armi bianche secondo la dimensione: armi corte da mano, armi lunghe da mano e armi inastate.
- Le armi bianche corte da mano sono occultabili e generalmente non superano la trentina di centimetri: in questa categoria si possono catalogare i coltelli, i pugnali, gli stiletti, le daghe corte, le accette da lancio.
- Le armi bianche lunghe da mano erano le tipiche armi individuali da guerra, da usare a corta distanza, come sciabole, katane, asce da guerra.
- Sono armi bianche inastate o immanicate, quelle munite di un manico lungo da due a più metri che aumenta il raggio d'azione delle armi stesse.

Inoltre possono essere divise pure a seconda del fine per cui sono state costruite, quindi in:
- Armi da lancio, create al fine di poter essere scagliate da una corta distanza contro l'avversario, in caso di necessità, (ad esempio i giavellotti e certi tipi di accetta, come il tomahawk).
- Armi da botta[6] e ne sono tipici rappresentanti i bastoni, i martelli, le mazze, le clave. Infatti, queste sono armi da offesa, con manico più o meno lungo atte a ferire, ammaccare, contundere mediante percossa.[7]
- Armi da taglio e ne sono tipici rappresentanti le spade, i coltelli, le sciabole e le asce, infatti tali armi sono finalizzate a tagliare.
- Armi da punta, finalizzate nel colpire di punta il bersaglio, come i pugnali o le lance, le picche e le baionette: a questo scopo, alcune armi da punta non prevedono nemmeno la presenza del filo sulla lama, ma hanno solamente la punta acuminata necessaria per penetrare e/o sfondare (come alcuni tipi di stiletto, il fioretto il martello d'armi a becco di corvo).
- Armi da tiro che lanciano a grandi distanze (come la balestra e l'arco) oggetti bellici (frecce, quadrello).[10]
- Armi da difesa che difendono da colpi di armi bianche, come armature, scudi e cimieri.[8]
- Le Armi morbide sono tutte le armi pieghevoli o snodate, come il Chigiriki ed il Jiu jie bian.[11]